# Václav Zavadil
Václav Zavadil (30. dubna 1914 Liboc – 3. listopadu 1967 Praha) byl český palubní střelec 311. československé bombardovací perutě.

## Život

### Před druhou světovou válkou
Václav Zavadil se narodil 30. dubna 1914 v Liboci u Prahy. Vychodil obecnou a měšťanskou školu a vyučil se malířem pokojů. V roce 1936 nastoupil prezenční vojenskou službu, během které absolvoval kurz palubního radiotelegrafisty, následně sloužil u Leteckého pluku 6 jako délesloužící poddůstojník a to až do rozpuštění Československé armády v roce 1939.

### Druhá světová válka
Po německé okupaci a rozpuštění Československé armády opustil Václav Zavadil v červenci 1939 ilegálně Protektorát Čechy a Morava a přes Polsko odešel do Francie. Zde vstoupil do Československé armády v zahraničí a sloužil postupně v Paříži a Agde. Po vzniku československé letecké skupiny byl do ní přeložen. Po pádu Francie se evakuoval do Spojeného království, kde se stal jedním ze zakládajících příslušníků 311. československé bombardovací perutě a jedním ze členů prvních šesti posádek zařazených do operační služby. Jako palubní střelec absolvoval několik operačních letů nad nacistické Německo a okupovanou Evropu, poté musel být ze zdravotních důvodů na začátku října 1940 stažen z operací. Po prudkém zhoršení zdravotního stavu a převozu do nemocnice mu byla diagnostikována tuberkulóza, následkem čehož byl v prosinci 1940 propuštěn z Royal Air Force. Absolvoval devítiměsíční léčbu, po propuštění i přes trvalé následky choroby nastoupil do civilního zaměstnání a všemožně se snažil podporovat válečné úsilí. Stal se příslušníkem Civilní obrany v Papworth Everardu a vstoupil do organizace British Legion.

### Po druhé světové válce
Po návratu do Československa byl Václav Zavadil nucen podstoupit další roční léčbu. Na konci roku 1946 začal pracovat jako příslušník pozemního personálu Československých aerolinií, po čtyřech letech byl komunistickou mocí donucen zaměstnání opustit, načež musel další zaměstnání často měnit. Zemřel 3. listopadu 1967 v Praze, pohřben je na Vokovickém hřbitově.

## Ocenění

### Vyznamenání
- Pamětní medaile československé armády v zahraničí
- Pamětní medaile k 20. výročí osvobození ČSSR

### Posmrtná ocenění
- Václav Zavadil byl v roce 1991 in memoriam povýšen do hodnosti podplukovníka